# Glyptothèque
Une glyptothèque est soit :

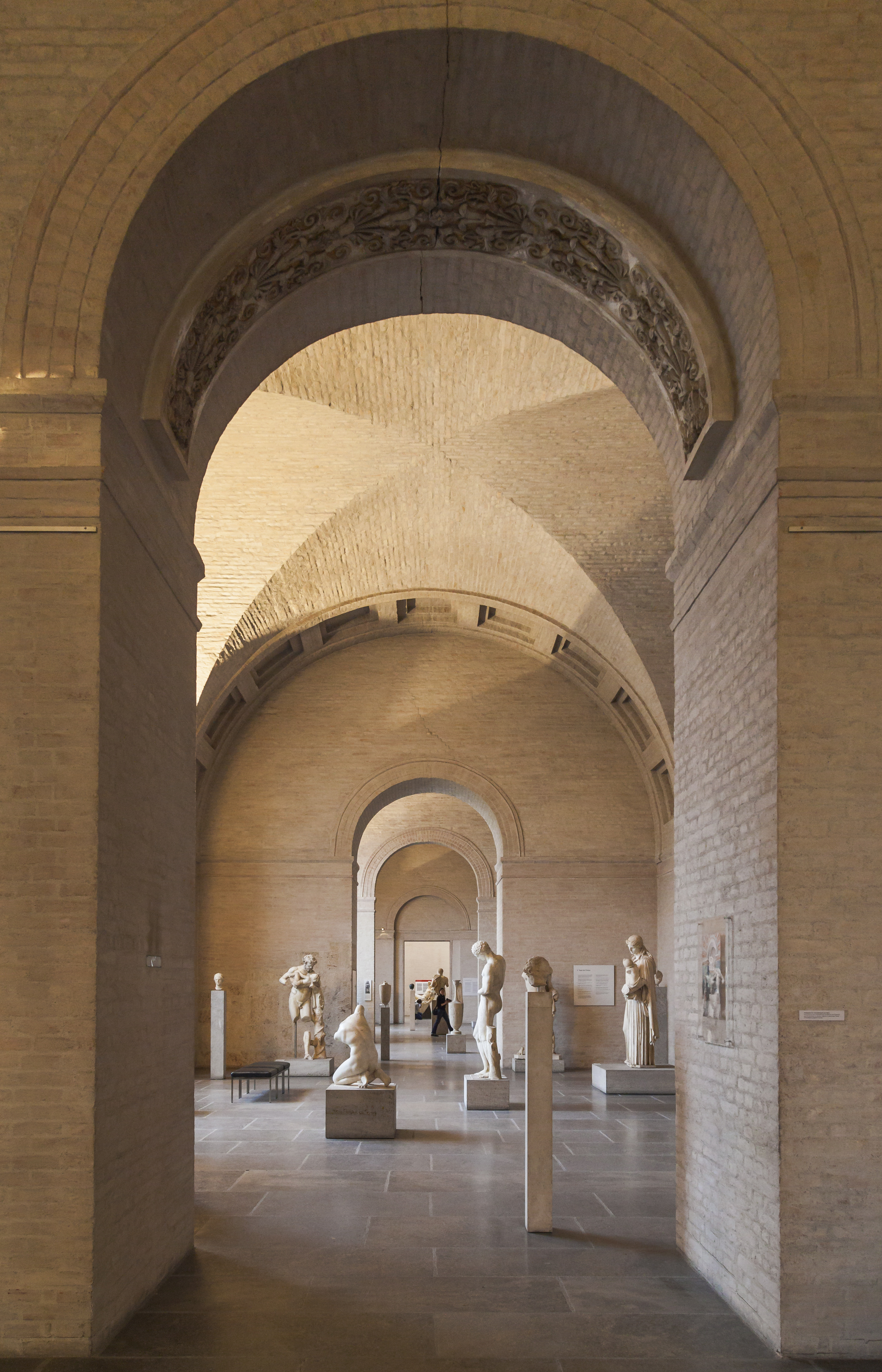
Photographie du musée Glyptothèque de 2013

1. un musée consacré à la pierre et à la sculpture.
2. la collection de pierres gravées (et par extension de sculptures) elle-même.

Parmi les plus célèbres, on peut notamment citer :
- la glyptothèque de Munich ;
- la Ny Carlsberg Glyptotek, à Copenhague ;
- la glyptothèque d'Athènes ;
- la Glyptothèque extérieure de Psychiko – Place Giorgos-Zongolopoulos à Filothei-Psychiko (banlieue nord d’Athènes) ;
- la glyptothèque de l'Académie des sciences et des arts de Croatie.
- Le musée d'art moderne de la Foundation Enzo Pagani à Castellanza en Italie
- Les jardins du Palais Carnolès - Musée des beaux arts de Menton
- La Fondation Maeght à Saint-Paul-de-Vence
- Le Millesgården à Stockholm, Suède
- Le musée de la sculpture en plein air ou jardin Tino-Rossi à Paris
- Le musée en plein air de Hakone au Japon